# Torre Nervi
La Torre Nervi è un edificio in architettura moderna della città di Reggio Calabria che si staglia dal lido comunale situato sotto piazza Indipendenza in pieno centro storico e caratterizza il frontemare cittadino.

## Storia e descrizione architettonica
L'edificio, progettato negli anni settanta del XX secolo dall'ingegnere Pier Luigi Nervi, fu completato e inaugurato sul finire dello stesso decennio della sua progettazione. La sua funzione era quella di sostituire l'antica rotonda sul mare del lido Comunale precedentemente demolita.
La struttura, costruzione di forma poligonale e a tre piani fuori terra, ha lo scheletro portante in cemento armato mentre i suoi prospetti esterni sono in vetro e metallo laccato bianco che assecondano le linee morbide dell'edificio e consentono l'illuminazione naturale all'interno degli ambienti. La struttura è accessibile sia dal lido comunale e sia attraverso la passeggiata del lungomare cittadino.
Dopo aver attraversato un ventennio di degrado, la struttura è recentemente tornata ad operare, ospitando iniziative artistico-culturali tra le quali alcune in collaborazione con l'Accademia di Belle Arti. Nei mesi estivi nel suo interno operano alcune attività che forniscono servizi di bar e ristorazione per i bagnanti che affollano l'attiguo lido comunale. Inoltre dal 2007 la torre è stata ristrutturata e attualmente ospita anche un ristorante e una discoteca.